# Alchemilla ducis-aprutii
Alchemilla ducis-aprutii é uma espécie de rosácea do gênero Alchemilla, pertencente à família Rosaceae.